# Tân Châu, Vũ Hán
Tân Châu (tiếng Trung:新洲区, Hán Việt: Giang Ngạn khu) là một quận của thành phố Vũ Hán (武汉市), thủ phủ tỉnh Hồ Bắc, Cộng hòa Nhân dân Trung Hoa. Quận này nằm ở đông bắc của Vũ Hán, nguyên là một huyện được nâng cấp thành quận đô thị.